# Ostroumovia inkermanica
Ostroumovia inkermanica är en nässeldjursart som först beskrevs av Paltschikowa-Ostroumova 1925.  Ostroumovia inkermanica ingår i släktet Ostroumovia och familjen Moerisiidae. Inga underarter finns listade i Catalogue of Life.